# Guglielmo di Malavalle
(Fabio Figara, San Guglielmo di Malavalle. La storia ed il culto di un eremita medievale, collana "TuttiAutori" Milano, Lampi di Stampa, 2009, p. 3)
Guglielmo di Malavalle, noto anche come Guglielmo di Aquitania e San Guglielmo il Grande (Francia, ... – Castiglione della Pescaia, 10 febbraio 1157), fu un eremita e contemplativo, i cui insegnamenti, raccolti nel Consuetudines e Regula sancti Guillelmi, dal suo discepolo Alberto che visse con lui il suo ultimo anno di vita, diedero origine all'Ordine di San Guglielmo. È venerato come santo dalla chiesa cattolica.

## Biografia

### Tra storia e leggenda
I primi anni della vita di San Guglielmo sono incerti. Esistono diverse tradizioni e leggende, ma le prime testimonianze scritte a noi pervenute sono molto posteriori alla sua morte.
Secondo una tradizione molto viva in Toscana, ed in parte avallata dalla breve biografia lasciata dal suo primo discepolo Alberto, sarebbe stato un cavaliere francese appartenente alla famiglia ducale d'Aquitania e discendente da una nobile famiglia del Poitou. Avendo condotto una vita immorale e sregolata, intorno all'anno 1140 fu scomunicato da Papa Eugenio III.  La colpa di Guglielmo doveva essere grave se il Papa Eugenio III rifiutò  di concedergli il perdono durante la sua visita all'Abbazia di Clairvaux. Si tramanda che Guglielmo si sia convertito ad opera di Bernardo di Chiaravalle. Dopo aver compiuto tutti e tre i grandi pellegrinaggi medioevali (a Santiago di Compostella, Roma, Gerusalemme), sarebbe giunto in Toscana dove sarebbe diventato eremita.

### Lotta con il drago
La tradizione agiografica si sovrappone con quella di San Giorgio: tipica la lotta con il drago, la presenza sotto il saio eremitano, di una maglia di ferro. Infatti secondo la leggenda san Guglielmo avrebbe ucciso un drago che infestava le campagne di Castiglione della Pescaia.

### Eremitaggio

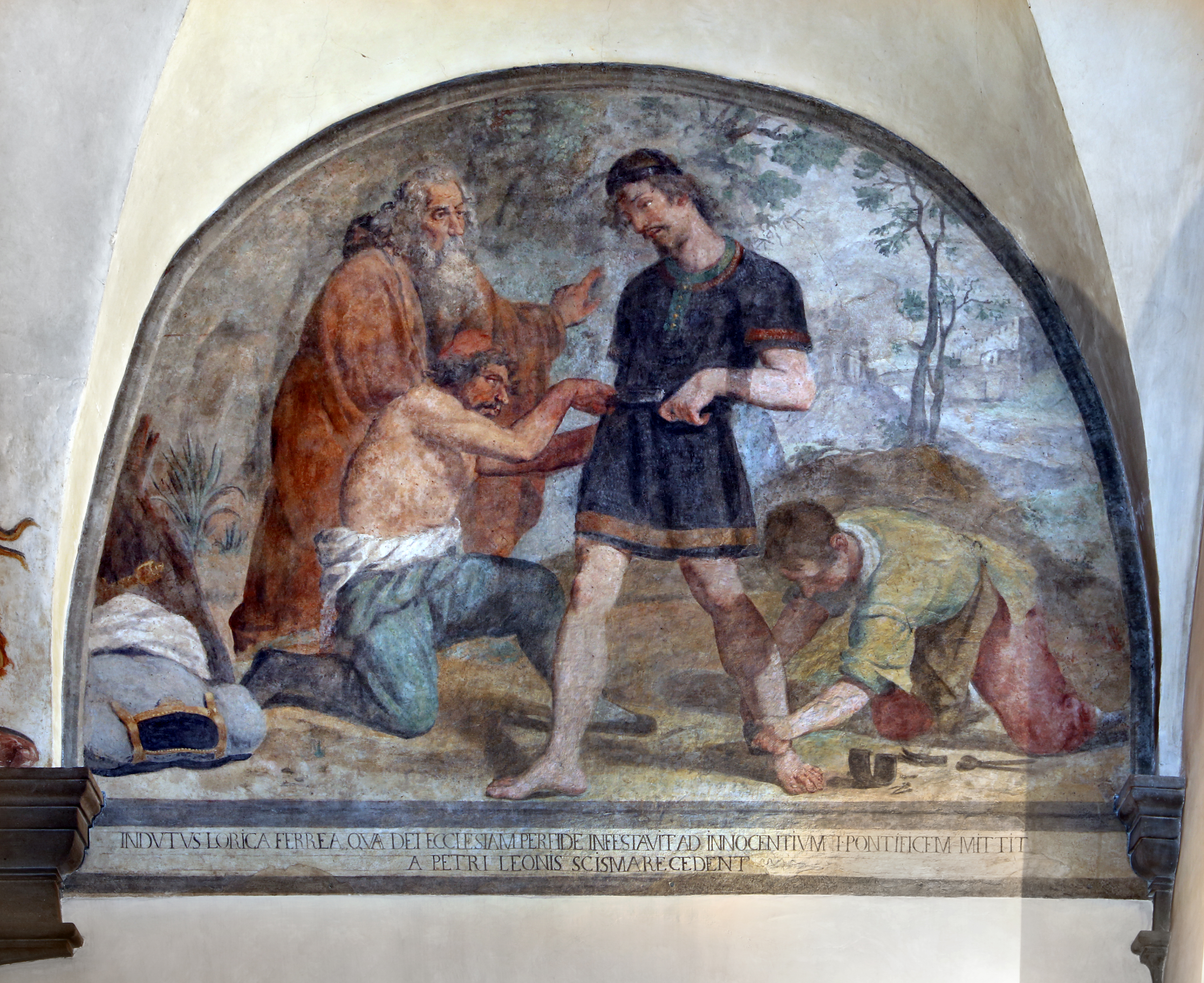
Bernardino Poccetti, San Guglielmo di Malavalle va in pellegrinaggio con cotta di maglia e cavigliere, 1606, Firenze, Santo Spirito

I luoghi del suo eremitaggio sarebbero stati tutti in Toscana (tra cui l'eremo di Santa Maria ad Martyres e l'eremo dei Santi Jacopo e Verano alla Costa d'acqua sul monte Pisano, Volterra) e infine a Malavalle nel territorio di Castiglione della Pescaia.
Pochi sono i fatti tramandati da Alberto sul periodo tra lo sbarco a Pisa di Guglielmo di ritorno dal suo pelligrinaggio in Terra santa e il suo arrivo a Malavalle. L'eremita aveva cercato presso diverse comunità cenobitiche e di anacoreti, l'ideale di vita a cui aspirava, l'ascesi più rigida nella solitudine e nell'isolamento.
Inizialmente aveva tentato di convertire con il suo modo di vivere gli eremiti delle comunità in cui entrava, ma dopo qualche anno abbandonò tali aspirazioni, e si allontanò dalla vita comunitaria. Trascorse gli ultimi anni della sua vita come anacoreta in preghiera, in silenzio, in digiuno e penitenza.

## Nascita dell'Ordine di San Guglielmo
San Guglielmo non fondò alcun ordine religioso, né scrisse alcuna regola, ma dall'Epifania del 1156 accolse come discepolo Alberto. Dopo la morte di Guglielmo, poco più di un anno dopo, questi ne avrebbe trascritto gli insegnamenti e fissato la Regola Guglielmita di derivazione benedettina cistercense, le Consuetudines e Regula sancti Guillelmi. Nel 1211 la regola dell'ordine di San Guglielmo fu approvata dal papa Innocenzo III.
La comunità degli eremiti di Malavalle crebbe velocemente subito dopo la sua morte, diffondendosi in Toscana, nel Lazio e nelle Marche.
Nel 1244 furono fondate le prime comunità all'estero e nel 1256 conventi erano presenti nel nord della Francia, in Belgio, in Boemia e in Ungheria.
Ad oggi di san Guglielmo da Malavalle si conservano reliquie custodite presso: Castiglione della Pescaia, le sue frazioni di Buriano, Tirli e Vetulonia, Caldana di Gavorrano e Montepescali di Grosseto.

## Canonizzazione
Alla sua morte il suo sepolcro fu subito meta di pellegrinaggi di devoti dalla Toscana, dal Lazio e dalle Marche.
Il culto di San Guglielmo venne approvato dal papa Alessandro III tra il 1174 e il 1181.
La festività di San Guglielmo è il 10 febbraio ma, nei paesi maremmani, si festeggia di solito agli inizi di maggio con delle feste e delle processioni fino all'eremo.

## Iconografia
Guglielmo viene rappresentato con l'abito grigio, caratteristico dell'ordine fino al 1256 o con la veste nera adottata dopo l'unificazione con gli eremitani agostiniani. Sotto la quale si intravede la maglia di ferro da cavaliere, in ricordo del suo passato e perché si dice che fu portata dal santo come cilicio.
Molte sue immagini riportano il drago e il bastone da pellegrino.

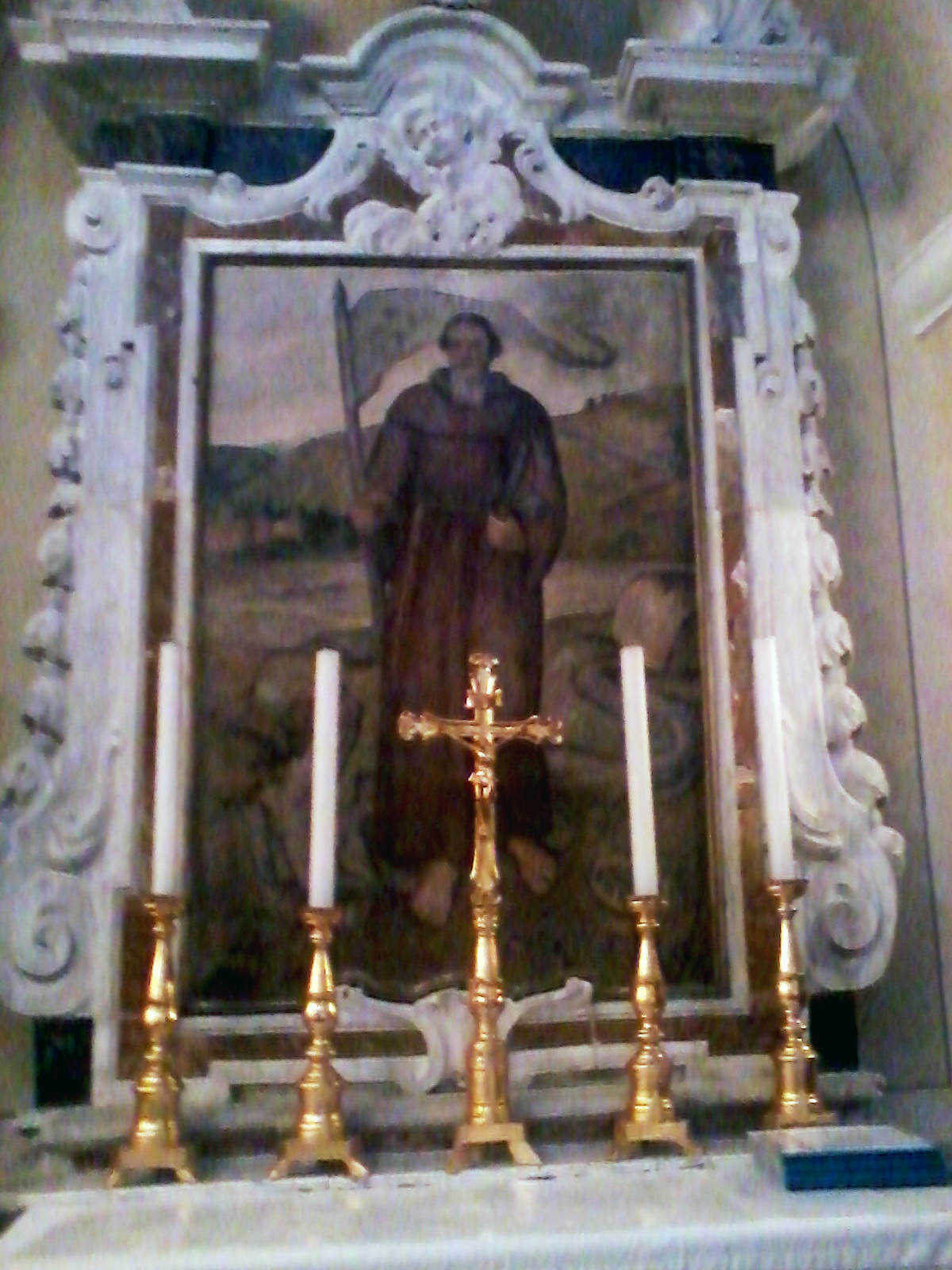
San Guglielmo di Malavalle - Chiesa di San Michele Arcangelo - Minucciano (Lucca)

Il Guercino ha disegnato un San Guglielmo di Aquitania  un carboncino conservato nella Pinacoteca civica di Cento. Bernardino Poccetti ne ha rappresentato le Storie nell'antirefettorio di Santo Spirito a Firenze.
Si possono trovare dipinti e/o statue di san Guglielmo nelle seguenti chiese:
- Un quadro e una statua a Nicola di Ortonovo, nella chiesa dei Santi Filippo e Giacomo.
- Tela seicentesca raffigurante la Madonna con Bambino, san Giovanni Evangelista e san Guglielmo nella chiesa parrocchiale di Agnino.
- Quadro seicentesco di san Guglielmo in preghiera presso l'eremo della Madonna del Soccorso di Minucciano.
- Pieve di Santa Maria Assunta (Buriano)|Santa Maria Assunta a Buriano
- San Giovenale (Orvieto): affreschi secoli XIII-XV
- Sant'Andrea Apostolo a Tirli
- San Giovanni Battista a Castiglione della Pescaia
- Abbazia di San Giovanni in Argentella
- Chiesa di Sant'Agostino (Palermo): dipinto di Simone de Wobreck (1566)
- Affresco seicentesco raffigurante San Guglielmo nella chiesa della Madonna delle Nevi di Santa Fiora sul monte Amiata
- Chiesa di San Michele Arcangelo a Minucciano
- Due tele di Giovanni Lanfranco presso la chiesa di S. Agostino in Roma
- Una tela di Salvator Rosa (Guglielmo di Malavalle penitente - Wilhelm von Malavall als Buesser) è esposta al Kunsthistorisches Museum di Vienna.